# A Videoton FC 2010–2011-es szezonja
A Videoton FC 2010–2011-es szezonja, 2010. június 19-én kezdődött, egy Barcs elleni gálamérkőzéssel, mely sorozatban a 11., összességében pedig a 42. idénye a csapatnak a magyar első osztályban. A klub fennállásának ekkor volt a 69. évfordulója. A 2009/10-es szezont ezüstérmesként zárták a Soproni Ligában, így a csapat a mostani szezonban szerepelhetett az Európa-liga küzdelmeiben. A sorsolást június 21-én tartották, ellenfélként pedig a szlovén Maribort kapták. Az EL második selejtező fordulóját – ahol a Videoton bekapcsolódott a sorozatba – július 15-én és 22-én rendezték meg. A párharcból végül a mariboriak jutottak tovább, 3–1-es összesítéssel. A csapat edzője Mezey György maradt a 2010/11-es szezonra, aki meghosszabbította lejáró szerződését a bajnokság végéig. A bajnokság végeztével Mezey Györgynek lejárt a szerződése a Videotonnal, amit nem hosszabbítottak meg. Mezey távozását követően Paulo Sousa portugál edzőt szerződtette le a Videoton 3 évre, aki már júniustól megkezdte a csapat felkészítését.

## A szezon előtt

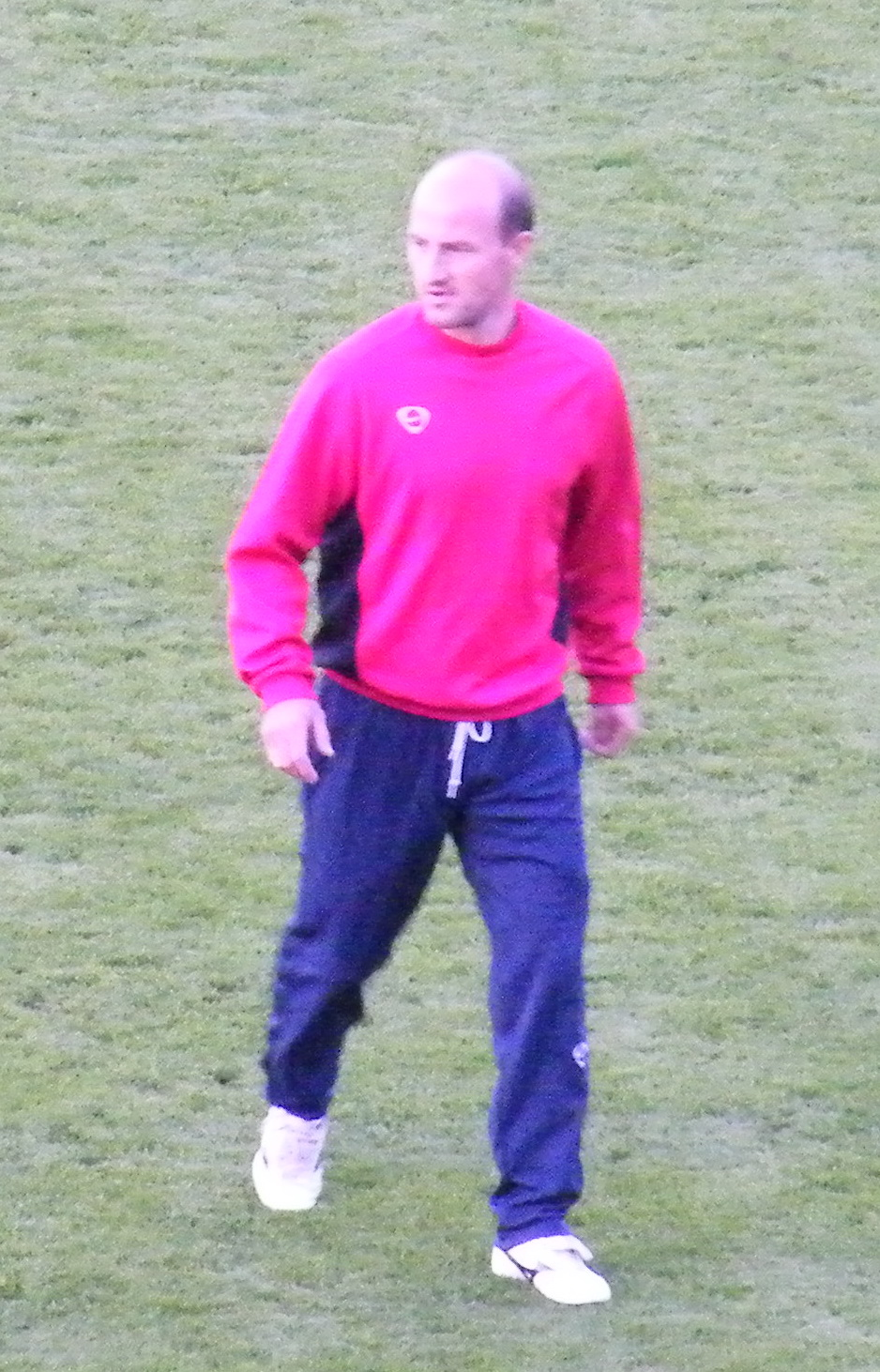
Dvéri Zsolt

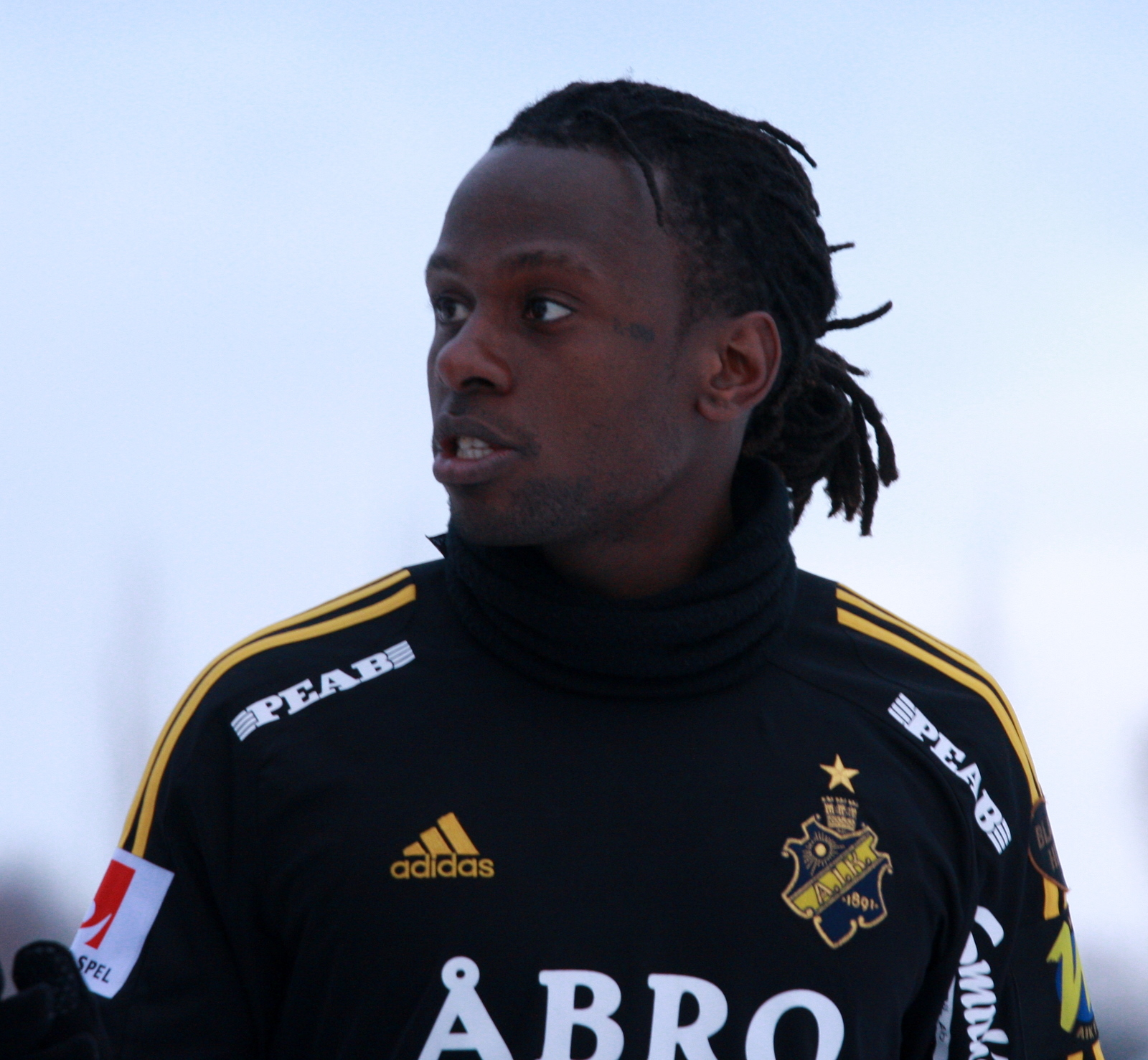
Martin Mutumba

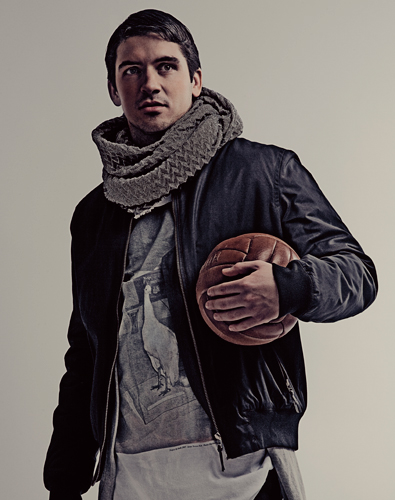
Bojan Đorđić

### Átigazolások
A szezon előtt sikerült megerősíteni a keretét a klubnak. Először is visszatértek a klubhoz, a kölcsönben lévő játékosok, Demjén Gábor az Újpesttől, és Nenad Filipović az MTK Budapesttől. A csapat első igazolása Mladen Božović volt, aki hároméves szerződést írt alá. A montenegrói válogatott kapus, a szerb Partizantól érkezett. A következő napokban a klub bejelentette a távozók névsorát. A listát ezek a játékosok alkották: Dvéri Zsolt (visszavonult), Farkas II Balázs (ő kölcsönben volt a Videoton csapatában egy évig, nyáron visszatért a Dinamo Kijivhez), Sifter Tamás, Nenad Filipović, Demjén Gábor. Présinger Ádámot lehetséges távozóként említették. Öt nappal később, június 15-én, a klub egy újabb játékossal erősített, Hidvégi Sándorral, aki az MTK Budapest csapatától érkezett. A hátvéd kétéves szerződést kötött. Még aznap bejelentették a harmadik nyári szerzeményt is, Gosztonyi Andrást. Ő szintén az MTK-tól érkezett, de a 2009/10-es évad tavaszi felét, az olasz első osztályban szereplő Bari csapatában töltötte kölcsönben. Ő Božovićhoz hasonlóan, három évre kötelezte el magát. Másnap, június 16-án következett az újabb bemutatás a klubnál. A csapathoz szerződött, Dušan Vasiljević, aki klub nélküli volt, de az előző szezon tavaszi felét Újpesten töltötte. Kétéves szerződést írt alá. Június 28-án a klub újabb két játékos érkezését jelentette be. Martin Mutumba, és Bojan Đorđić is a svéd első osztályban szereplő AIK csapatától érkezett. Másnap, mindketten aláírták három évre szóló szerződésüket. A klub kilencedik nyári szerzeménye, Vaskó Tamás volt, aki az Újpest csapatától szerződött Székesfehérvárra. A hátvéd három évre írt alá. A megállapodás részeként Sitku Illés – egy évre, kölcsönbe – a lilákhoz került.

#### Átigazolások 2010. nyarán
| Érkezett         |                                  |
| Mladen Božović   | Partizan                         |
| Demjén Gábor     | Újpest (kölcsönből vissza)       |
| Nenad Filipović  | MTK Budapest (kölcsönből vissza) |
| Hidvégi Sándor   | MTK Budapest                     |
| Gosztonyi András | MTK Budapest                     |
| Dušan Vasiljević | klub nélküli                     |
| Martin Mutumba   | AIK                              |
| Bojan Đorđić     | AIK                              |
| Vaskó Tamás      | Újpest                           |
| Távozott         |                                  |
| Dvéri Zsolt      | visszavonult                     |
| Farkas II Balázs | Dinamo Kijiv (kölcsönből vissza) |
| Sifter Tamás     | Paks                             |
| Nenad Filipović  | –                                |
| Demjén Gábor     | –                                |
| Sitku Illés      | Újpest (kölcsönbe)               |
| Horváth Gábor    | NAC Breda (kölcsönbe)            |
| Varga Róbert     | ZTE                              |

#### Átigazolások 2011. telén
| Érkezett       |                           |
| Elek Bence     | Videoton-Puskás Akadémia  |
| Somodi Bence   | Videoton-Puskás Akadémia  |
| Izing Martin   | Videoton-Puskás Akadémia  |
| Távozott       |                           |
| Goran Vujović  | Kecskeméti TE (kölcsönbe) |
| Présinger Ádám | Vasas SC (kölcsönbe)      |

## Edzőmérkőzések

### Nyári edzőmérkőzések
A csapat, június 19-én játszotta az első meccsét az új szezonban. Ekkor Barcsra látogatott a gárda, egy gálamérkőzésre, hiszen a helyi klub százéves fennállását ünnepelte. A mérkőzés végeredménye 1–0 lett, a Videoton javára. Három nappal később a Žilinával mérkőzött meg a Vidi, Felcsúton. A végeredmény 2–0 lett a szlovákok javára. A csapat június 23-án utazott el a tíznapos ausztriai edzőtáborba, ahol hat mérkőzést játszottak. A gárda az utolsó edzőmérkőzés után, július 3-án tért haza.
| 2010. június 19. 17:00 (CEST) |

| Barcs | 0 – 1               | Videoton    |
| ----- | ------------------- | ----------- |
|       | (0 – 0) Jegyzőkönyv | Radović 57' |

| Szabadidőközpont, Barcs Nézőszám: 300 |

| 2010. június 22. 17:00 (CEST) |

| Videoton | 0 – 2               | Žilina               |
| -------- | ------------------- | -------------------- |
|          | (0 – 2) Jegyzőkönyv | Majtán 19' Rilke 42' |

| Felcsúti Sportkomplexum, Felcsút Nézőszám: 100 |

| 2010. június 24. 18:00 (CEST) |

| Anórthoszi             | 2 – 0       | Videoton |
| ---------------------- | ----------- | -------- |
| Sotiriou 56' Tofas 58' | Jegyzőkönyv |          |

| Windischgarsten (Ausztria) |

| 2010. június 26. 18:30 (CEST) |

| Slovan Bratislava | 1 – 0               | Videoton |
| ----------------- | ------------------- | -------- |
| Slovák 66'        | (0 – 0) Jegyzőkönyv |          |

| Windischgarsten (Ausztria) |

| 2010. június 28. 18:00 (CEST) |

| Videoton                                       | 3 – 3               | Inter Piteşti                  |
| ---------------------------------------------- | ------------------- | ------------------------------ |
| Horváth 55' Vujović 68' Vujović 90' (11-esből) | (0 – 1) Jegyzőkönyv | Antohi 44' Ciucur 54' Stan 60' |

| Windischgarsten (Ausztria) |

| 2010. június 30. 18:15 (CEST) |

| Videoton | 0 – 0               | Ried |
| -------- | ------------------- | ---- |
|          | (0 – 0) Jegyzőkönyv |      |

| Windischgarsten (Ausztria) Nézőszám: körülbelül 150-200 |

| 2010. július 1. 18:30 (CEST) |

| Videoton                                                                                     | 9 – 1               | Austria Salzburg U23 |
| -------------------------------------------------------------------------------------------- | ------------------- | -------------------- |
| Alves 2' 17' 26' 40' (11-esből) Nikolics 9' 29' Lázár 34' Sitku 49' (11-esből) Baracskai 80' | (7 – 0) Jegyzőkönyv | Asztalos 55'         |

| Windischgarsten (Ausztria) Nézőszám: 500 |

| 2010. július 3. 18:30 (CEST) |

| Videoton                             | 3 – 2               | Universitatea Cluj       |
| ------------------------------------ | ------------------- | ------------------------ |
| Alves 3' (11-esből) 42' Nikolics 10' | (3 – 1) Jegyzőkönyv | Reinaldo 20' Lemnaru 57' |

| Gröbming (Ausztria) |

| 2010. július 10. 09:30 (CEST) |

| Videoton | 1 – 0               | Videoton II |
| -------- | ------------------- | ----------- |
| Vujović  | (1 – 0) Jegyzőkönyv |             |

| Felcsúti Sportkomplexum, Felcsút |

| 2010. július 17. 10:00 (CEST) |

| Videoton                                   | 5 – 3               | Újpest                         |
| ------------------------------------------ | ------------------- | ------------------------------ |
| Szakály 12' Lencse 42' Vujović 50' 57' 79' | (2 – 0) Jegyzőkönyv | Simek 73' Rajczi 83' Sitku 86' |

| Felcsúti Sportkomplexum, Felcsút |

| 2010. július 28. 17:30 (CEST) |

| DAC Dunajská Streda | 0 – 1               | Videoton   |
| ------------------- | ------------------- | ---------- |
|                     | (0 – 1) Jegyzőkönyv | Vujović 2' |

| DAC Stadion, Dunaszerdahely (Szlovákia) |

### Őszi jótékonysági mérkőzések

#### Devecser SE – Videoton FC
A Videoton 2010. október 13-án Devecser megyei elsőosztályú csapata ellen mérkőzött, s a mérkőzés bevételeit az ajkai vörösiszap-katasztrófa károsultjainak ajánlotta fel a Videoton. A mérkőzésen teljes bevétele 473000 forint, amit Garancsi István 1 000 000 forintra egészített ki.
A mérkőzést Veszprémben tartották, mivel a devecseri csapat labdarúgópályát a vörösiszap elmosta, ráadásul az összes eszköz, felszerelés és a pálya karbantartásához szükséges gép is megsemmisült.
A meccs kezdősípja előtt Tassy Márk átadta a Videoton FC sportszergyártó cége által felajánlott teljes labdarúgó felszerelést és 25 db labdát.
A kezdőrúgást Iváncsik Gergő végezte el.
| 2010. október 13. 15:30 |

| Devecser | 0 – 12              | Videoton |
| -------- | ------------------- | --- |
|          | (0 – 6) Jegyzőkönyv | Lencse (2 gól) Babos (2 gól) Mutumba (2 gól) Alves (1 gól) Sándor György (1 gól) Andić (1 gól) Szakály (1 gól) Vasiljević (1 gól) Vujović (1 gól) |

| Városi Stadion, Veszprém Nézőszám: 473 |

#### Kazincbarcikai SC – Videoton FC; Putnok VSE – Videoton FC
A Vidi október 24-én a másodosztályú Kazincbarcikai SC  és a harmadosztályú Putnok VSE csapatok ellen játszott jótékonysági mérkőzést az árvízkárosult Bánréve megsegítésére. A mérkőzéseket Kazincbarcikán játszották.
Az első félidőben a Videoton a kazincbarcikaiak ellen játszott, akiket 3 – 1-re legyőzött. A második félidőben a putnokiakkal mérkőzött, őket 1 – 0 -ra győzték le a székesfehérváriak.
A mérkőzés bevételét és a többi támogatást Bánréve polgármestere vette át.

### Téli edzőmérkőzések
A Videoton február elején 2 hetes edzőtáborba ment Spanyolországba. Az edzőtábor bázishelye Chiclana de la Frontera volt, ahova január 30-án érkeztek meg.
A Vidi első spanyolországi edzőmérkőzését február elsején tartotta a Chiclana de la Frontera elsősszámú csapata ellen. A mérkőzésen 12 gólt lőttek a Vidi játékosai a Chiclana hálójába, s a hazaiaknak csak 1 gól sikeredett össze.
A február 2-i délutáni edzés különleges helyen volt, mivel Mezey a szálloda melletti atlanti-óceáni tengerpartra irányította a játékosokat. A tengerparton nem kis feltűnést keltettek az arra járók körében.
A második edzőmérkőzését a Vidi Spanyolországban, az akkor a Segunda B-ben szereplő Cádizzal játszotta. A mérkőzés első helyzete a 7. percben volt, mikor Szakály
 a bal szélen futó Hidvéginek passzolt, s aki Vasiljevićnek passzolt, ám Vasiljevićnek nem sikerült gólt szereznie. A 13. percben a cádiziak edzője a bíróval való kisebb összeszólalkozása után, egy meg nem ítélt büntető miatt a kénytelen volt elhagyni a kispadot és a lelátóról nézni a mérkőzést. A 23. percben egy másik nagy helyzete volt a Vidinek, mikor Gosztonyi szabadrúgását Sándor fejelte a kapura, amit abban a másodpercében a Videoton próbajátékosa César a kapura lőtt, de a jobb kapufa mellé sikeredett a lövése. A 36. percben sem sikeredett a Vidi játékosainak gól szerezniük. Gosztonyi jobboldali beadását Vasiljević lőtte mellé. A cádiziak legnagyobb helyzete a 44 percben volt, mikor a labda a felső kapufát találta el. 
A második félidő a Vidi számára nehézkesen indult. Az 53. percben Sebők egy remek védéssel hárította a hazaiak labdáját. A 83. percben a vendégeknek utolsó komolyabb helyzetük ment ismét a kapu mellé. A 91. percben végül a Vidi ellen ítélt büntetővel a Cádiznak sikerült gólt szereznie, amivel 1 – 0-ra legyőzött.
| 2011. január 22. 13:30 |

| Videoton   | 1 – 1               | Spartak Zlatibor |
| ---------- | ------------------- | ---------------- |
| Sándor 82' | (0 – 1) Jegyzőkönyv | Bratić 6'        |

| Sóstói Stadion, Székesfehérvár |

| 2011. január 26. 14:00 |

| Videoton   | 1 – 0               | Slovan Bratislava |
| ---------- | ------------------- | ----------------- |
| Sándor 32' | (1 – 0) Jegyzőkönyv |                   |

| Sóstói Stadion, Székesfehérvár |

| 2011. január 27. 15:00 |

| Muraszombat            | 1 – 2               | Videoton |
| ---------------------- | ------------------- | -------- |
| Vaskó 24' Nikolics 43' | (0 – 2) Jegyzőkönyv | 50'      |

| Fazanerija Városi Stadion, Muraszombat (Szlovénia) |

| 2011. február 1. 16:30 |

| Chiclana | 1 – 12              | Videoton                                                                                                 |
| -------- | ------------------- | --- |
| 70'      | (0 – 4) Jegyzőkönyv | Polonkai 2' Alves 20' 44' Vujović 25' Elek 52' 89' Vasiljević 54' 62' 67' Nikolics 72' 76' Gosztonyi 74' |

| Estadio Municipal de Chiclana, Chiclana de la Frontera (Spanyolország) |

| 2011. február 3. 16:00 |

| Cádiz | 1 – 0               | Videoton |
| ----- | ------------------- | -------- |
| 91'   | (0 – 0) Jegyzőkönyv |          |

| Estadio Ramón de Carranza, Cádiz (Spanyolország) |

| 2011. február 4. 14:00 |

| Lokomotív Moszkva | 1 – 0               | Videoton |
| ----------------- | ------------------- | -------- |
| 74'               | (0 – 0) Jegyzőkönyv |          |

| Spanyolország |

| 2011. február 7. 16:00 |

| Indjija               | 1 – 2               | Videoton |
| --------------------- | ------------------- | -------- |
| Nikolics 4' Alves 33' | (0 – 2) Jegyzőkönyv | 75'      |

| Spanyolország |

| 2011. február 10. 16:30 |

| Deportivo Xerez | 0 – 0               | Videoton |
| --------------- | ------------------- | -------- |
|                 | (0 – 0) Jegyzőkönyv |          |

| Spanyolország |

| 2011. február 16. 14:30 |

| Videoton                | 2 – 1               | Újpest     |
| ----------------------- | ------------------- | ---------- |
| Nikolics 54' Lencse 85' | (0 – 1) Jegyzőkönyv | Rajczi 21' |

| Sóstói Stadion, Székesfehérvár |

## Játékoskeret
A 2010/11-es szezon játékoskerete a Videoton csapatánál. Az adatok csak a magyarországi küzdelmek adatait tartalmazzák (bajnokság, kupa, ligakupa), az Európa-ligáét, és a felkészülési találkozókét nem. A születési idő, és életkor, azt mutatja meg, hogy az adott játékos mennyi idősen kezdte el a szezont (augusztus 1.). A zöld nyíl azt mutatja, hogy a játékos a pályára lépéseiből, mennyiszer lépett csereként pályára.
| #  | Poszt | Név                    | Születési idő és életkor         | Játszott | becserélve | Gól | Sárga lap | sárga lap · 2. sárga lap · kiállítva | kiállítva |
| -- | ----- | ---------------------- | -------------------------------- | -------- | ---------- | --- | --------- | ------------------------------------ | --------- |
| 1  | K     | Sebők Zsolt            | 1979. április 3. (31 évesen)     | 0        | 0          | 0   | 0         | 0                                    | 0         |
| 12 | K     | Tomáš Tujvel           | 1983. szeptember 19. (26 évesen) | 4        | 0          | 0   | 0         | 0                                    | 0         |
| 22 | K     | Mladen Božović         | 1984. augusztus 1. (26 évesen)   | 3        | 0          | 0   | 0         | 0                                    | 0         |
| 2  | V     | Marko Andić            | 1983. december 14. (26 évesen)   | 5        | 0          | 0   | 1         | 0                                    | 0         |
| 4  | V     | Hidvégi Sándor         | 1983. április 9. (27 évesen)     | 5        | 1          | 0   | 1         | 0                                    | 0         |
| 5  | V     | Lipták Zoltán          | 1984. december 10. (25 évesen)   | 7        | 0          | 1   | 2         | 0                                    | 0         |
| 20 | V     | Lázár Pál              | 1988. március 11. (22 évesen)    | 5        | 0          | 0   | 1         | 0                                    | 0         |
| 23 | V     | Vaskó Tamás            | 1984. február 20. (26 évesen)    | 4        | 1          | 0   | 1         | 0                                    | 0         |
| 6  | KP    | Dušan Vasiljević       | 1982. május 7. (28 évesen)       | 6        | 4          | 1   | 0         | 0                                    | 0         |
| 7  | KP    | Szakály Dénes          | 1988. március 15. (22 évesen)    | 2        | 2          | 0   | 0         | 0                                    | 0         |
| 8  | KP    | Polonkai Attila        | 1979. június 12. (31 évesen)     | 5        | 1          | 0   | 0         | 0                                    | 0         |
| 10 | KP    | Bojan Đorđić           | 1982. február 6. (28 évesen)     | 1        | 1          | 0   | 0         | 0                                    | 0         |
| 11 | KP    | Sándor György          | 1984. március 20. (26 évesen)    | 7        | 0          | 2   | 2         | 0                                    | 0         |
| 13 | KP    | Martin Mutumba         | 1985. június 15. (25 évesen)     | 0        | 0          | 0   | 0         | 0                                    | 0         |
| 14 | KP    | Farkas Balázs          | 1979. október 15. (30 évesen)    | 3        | 1          | 0   | 2         | 0                                    | 0         |
| 15 | KP    | Nagy Dániel            | 1984. november 22. (25 évesen)   | 7        | 0          | 0   | 2         | 0                                    | 0         |
| 24 | KP    | Ponczók Csaba          | 1992. január 29. (18 évesen)     | 0        | 0          | 0   | 0         | 0                                    | 0         |
| 25 | KP    | Elek Ákos              | 1988. július 21. (22 évesen)     | 6        | 0          | 1   | 1         | 0                                    | 0         |
| 26 | KP    | Damir Milanović        | 1982. július 19. (28 évesen)     | 0        | 0          | 0   | 0         | 0                                    | 0         |
| 28 | KP    | Szolnoki Roland        | 1992. január 21. (18 évesen)     | 0        | 0          | 0   | 0         | 0                                    | 0         |
| 29 | KP    | Margitics Andor        | 1991. január 3. (19 évesen)      | 0        | 0          | 0   | 0         | 0                                    | 0         |
| 16 | CS    | Gosztonyi András       | 1990. november 7. (19 évesen)    | 4        | 3          | 1   | 0         | 0                                    | 0         |
| 17 | CS    | Nikolics Nemanja       | 1987. december 31. (22 évesen)   | 5        | 4          | 1   | 0         | 0                                    | 0         |
| 18 | CS    | Goran Vujović          | 1987. május 3. (23 évesen)       | 6        | 1          | 2   | 0         | 0                                    | 0         |
| 19 | CS    | Lencse László          | 1988. július 2. (22 évesen)      | 1        | 1          | 0   | 0         | 0                                    | 0         |
| 21 | CS    | André Alves dos Santos | 1983. október 15. (26 évesen)    | 6        | 0          | 6   | 1         | 0                                    | 0         |
| 30 | CS    | Baracskai Roland       | 1992. április 11. (18 évesen)    | 0        | 0          | 0   | 0         | 0                                    | 0         |

 megjegyzés: Az adatok 2010. szeptember 24-i állapotnak megfelelőek.

## Bajnokság
A magyar labdarúgó bajnokság 2010/2011-es szezonja 2010. július 31-én kezdődött és 2011. május 22-én fejeződött be.
A Videoton augusztus elsején a Siófok elleni idegenben kezdte az első fordulóját, amin 1-1-es döntetlennel távozott. Érdekesség, hogy a Videoton 1997 óta nem győzött Siófokon.
A szezon utolsó mérkőzését az Újpest ellen játszotta idegenben a Videoton, 1-0-s vereséggel. Ennek a mérkőzésnek különösebb befolyása már nem volt a Videoton tabellán lévő helyezését illetően, mivel már a 28. forduló óta biztosra lehetett tudni a Kaposvár elleni 3-1-es győzelmével, hogy megnyeri a bajnokságot.

### Őszi szezon
| 1. forduló 2010. augusztus 1. 17:30 |

| BFC Siófok                                             | 1 – 1               | Videoton                           |
| ------------------------------------------------------ | ------------------- | ---------------------------------- |
| Sowunmi 33' 52' Piller 38' Mogyorósi 76' Ludánszki 88' | (1 – 0) Jegyzőkönyv | Vujović 62' Horváth 36' Farkas 85' |

| Révész Géza utcai stadion, Siófok Nézőszám: 4 200 Játékvezető: Németh Ádám (magyar) Asszisztensek: Kepe Arnold Farkas Balázs |

| 2. forduló 2010. augusztus 8. 20:00 |

| Videoton                                                         | 3 – 0               | Vasas                       |
| ---------------------------------------------------------------- | ------------------- | --------------------------- |
| Alves 48' Elek 50' Vujović 55' Lipták 29' Horváth 53' Farkas 85' | (0 – 0) Jegyzőkönyv | ben Únesz 53' Mileusnić 60′ |

| Sóstói Stadion, Székesfehérvár Nézőszám: 3 456 Játékvezető: Takács János (magyar) Asszisztensek: L. Tóth Lajos Ortó Gyula |

| 3. forduló 2010. augusztus 14. 17:30 |

| MTK Budapest         | 0 – 3               | Videoton                                          |
| -------------------- | ------------------- | ------------------------------------------------- |
| Szabó 29' Sütő 90+2' | (0 – 1) Jegyzőkönyv | Alves 10' 51' Vasiljević 65' Lázár 11' Sándor 35' |

| Hidegkuti Nándor Stadion, Budapest Nézőszám: 1 500 Játékvezető: Bede Ferenc (magyar) Asszisztensek: Vígh Tibor Tóth István |

| 4. forduló 2010. augusztus 21. 17:30 |

| Videoton                            | 1 – 1               | Ferencváros                                            |
| ----------------------------------- | ------------------- | ------------------------------------------------------ |
| Nikolics 63' Lipták 18' Horváth 43' | (0 – 1) Jegyzőkönyv | Andrézinho 22' 72' Tóth 34' Maróti 44' Rodenbücher 77′ |

| Sóstói Stadion, Székesfehérvár Nézőszám: 7 752 Játékvezető: Fábián Mihály (magyar) Asszisztensek: Kelemen Attila Márkus Tamás |

| 5. forduló 2010. augusztus 29. 19:00 |

| Debreceni VSC                                                         | 3 – 1               | Videoton                                            |
| --------------------------------------------------------------------- | ------------------- | --------------------------------------------------- |
| Czvitkovics 68' (11-esből) Yannick 71' Horváth 90' (öngól) Laczkó 67' | (0 – 0) Jegyzőkönyv | Sándor 55' Alves 36' Nagy 38' Horváth 67' Vaskó 78' |

| Oláh Gábor utcai stadion, Debrecen Nézőszám: 7 500 Játékvezető: Iványi Zoltán (magyar) Asszisztensek: Ring György Farkas Balázs |

| 6. forduló 2010. szeptember 12. 17:30 |

| Videoton                                                             | 3 – 1               | Szolnoki MÁV                          |
| -------------------------------------------------------------------- | ------------------- | ------------------------------------- |
| Lipták 52' Sándor 64' 70' Alves 77' (11-esből) Hidvégi 40' Andić 88' | (0 – 1) Jegyzőkönyv | Alex 41' (11-esből) Mile 76′ Pető 90' |

| Sóstói Stadion, Székesfehérvár Nézőszám: 2 754 Játékvezető: Oláh Gábor (magyar) Asszisztensek: Butkai Zsolt Márton Zsolt |

| 7. forduló 2010. szeptember 28. 19:00 |

| Zalaegerszegi TE                  | 1 – 2               | Videoton               |
| --------------------------------- | ------------------- | ---------------------- |
| Varga 37' Kocsárdi 60' Kamber 82' | (1 – 1) Jegyzőkönyv | Polonkai 28' Alves 83' |

| ZTE Aréna, Zalaegerszeg Nézőszám: 2 600 Játékvezető: Solymosi Péter (magyar) Asszisztensek: Farkas Balázs Takács Gábor |

| 8. forduló 2010. szeptember 24. 17:00 |

| Videoton                                      | 3 – 1               | Haladás                                            |
| --------------------------------------------- | ------------------- | -------------------------------------------------- |
| Alves 12' 60' Gosztonyi 75' Nagy 38' Elek 51' | (1 – 0) Jegyzőkönyv | Kenesei 51' (11-esből) Tóth 30' Nagy 35' Simon 36' |

| Sóstói Stadion, Székesfehérvár Nézőszám: 2 875 Játékvezető: Berger József (magyar) Asszisztensek: Forgács Attila Vígh Tibor |

| 9. forduló 2010. október 1. 17:00 |

| Lombard Pápa                                          | 1 – 2               | Videoton                                                           |
| ----------------------------------------------------- | ------------------- | ------------------------------------------------------------------ |
| Heffler 55' Rajnay 27' Marić 55' Tóth 85' Szűcs 90+2' | (0 – 2) Jegyzőkönyv | Elek 18' 90+2′ Alves 45' Božović 55' Lipták 64' Nagy 86' Vaskó 87' |

| Perutz Stadion, Pápa Nézőszám: 2 000 Játékvezető: Takács János (magyar) Asszisztensek: L. Tóth Lajos Tóth István |

| 10. forduló 2010. október 17. 17:30 |

| Videoton                                      | 2 – 1               | Paksi FC                             |
| --------------------------------------------- | ------------------- | ------------------------------------ |
| Gosztonyi 11' Alves 43' (11-esből) Lipták 85' | (2 – 0) Jegyzőkönyv | Éger 86' (11-esből) Csernyánszki 43' |

| Sóstói Stadion, Székesfehérvár Nézőszám: 3 125 Játékvezető: Andó-Szabó Sándor (magyar) Asszisztensek: Albert István Szpisják Zsolt |

| 11. forduló 2010. október 23. 15:00 |

| Kecskeméti TE                                          | 2 – 4               | Videoton                                        |
| ------------------------------------------------------ | ------------------- | ----------------------------------------------- |
| Némedi 53' (11-esből) Csordás 66' Gyagya 53' Savić 66' | (1 – 1) Jegyzőkönyv | Alves 27' 46' Polonkai 62' 74' Nikolics 71' 72' |

| Széktói Stadion, Kecskemét Nézőszám: 4 500 Játékvezető: Bede Ferenc (magyar) Asszisztensek: Butkai Zsolt Medovarszki János |

| 12. forduló 2010. október 29. 19:00 |

| Videoton  | 0 – 2               | Budapest Honvéd                           |
| --------- | ------------------- | ----------------------------------------- |
| Andić 65' | (0 – 0) Jegyzőkönyv | Danilo 11' 52' 57' Lojo 43' Rodrigues 74' |

| Sóstói Stadion, Székesfehérvár Nézőszám: 3 125 Játékvezető: Kassai Viktor (magyar) Asszisztensek: Ring György Szpisják Zsolt |

| 13. forduló 2010. november 6. 15:00 |

| Kaposvári Rákóczi           | 1 – 4               | Videoton                                        |
| --------------------------- | ------------------- | ----------------------------------------------- |
| Oláh 77' Perić 25' Zsók 89′ | (0 – 3) Jegyzőkönyv | Alves 2' (11-esből) 22' Vasiljević 12' Elek 67' |

| Rákóczi Stadion, Kaposvár Nézőszám: 3 000 Játékvezető: Andó-Szabó Sándor (magyar) Asszisztensek: Ring György Farkas Balázs |

| 14. forduló 2010. november 12. 19:00 |

| Győri ETO                                                      | 1 – 1               | Videoton                                                       |
| -------------------------------------------------------------- | ------------------- | -------------------------------------------------------------- |
| Ganugrava 85' Stanišić 53′ Fehér 91′ Trajković 36' Đorđević 1' | (0 – 0) Jegyzőkönyv | Alves 90+2' (11-esből) Lipták 45' Elek 62' Andić 82' Vaskó 84′ |

| ETO Park, Győr Nézőszám: 2 600 Játékvezető: Bede Ferenc (magyar) Asszisztensek: Szpisják Zsolt Farkas Balázs |

| 15. forduló 2010. november 21. 17:30 |

| Videoton         | 1 – 0               | Újpest                 |
| ---------------- | ------------------- | ---------------------- |
| Nikolics 77' 78' | (0 – 0) Jegyzőkönyv | Tisza 41' Mitrović 75' |

| Sóstói Stadion, Székesfehérvár Nézőszám: 5 145 Játékvezető: Szabó Zsolt (magyar) Asszisztensek: Ring György Albert István |

| 16. forduló 2010. november 27. 15:00 |

| Videoton                | 2 – 0               | BFC Siófok |
| ----------------------- | ------------------- | ---------- |
| Sándor 59' Nikolics 62' | (0 – 0) Jegyzőkönyv | Novák 29'  |

| Sóstói Stadion, Székesfehérvár Nézőszám: 2 300 Játékvezető: Farkas Ádám (magyar) Asszisztensek: Kelemen Attila Márkus Tamás |

### Tavaszi szezon
| 17. forduló 2011. február 27. 17:30 |

| Vasas                 | 0 – 0               | Videoton             |
| --------------------- | ------------------- | -------------------- |
| Arnaut 60′ Gáspár 65' | (0 – 0) Jegyzőkönyv | Andić 52' Sándor 89' |

| Illovszky Rudolf Stadion, Budapest Nézőszám: 2 500 Játékvezető: Fábián Mihály (magyar) Asszisztensek: Erős Gábor Varga Zsolt dr. |

| 18. forduló 2011. március 5. 17:30 |

| Videoton                      | 2 – 1               | MTK Budapest  |
| ----------------------------- | ------------------- | ------------- |
| Alves 45' (11-esből) Elek 78' | (1 – 1) Jegyzőkönyv | Frank 28' 82' |

| Sóstói Stadion, Székesfehérvár Nézőszám: 3 075 Játékvezető: Andó-Szabó Sándor (magyar) Asszisztensek: Farkas Balázs Butkai Zsolt |

| 19. forduló 2011. március 12. 19:30 |

| Ferencváros                | 0 – 5               | Videoton                                                                  |
| -------------------------- | ------------------- | ------------------------------------------------------------------------- |
| Rósa 4' Balog 25' Tóth 60' | (0 – 2) Jegyzőkönyv | Alves 26' Vasiljević 33' Lipták 42' Lencse 53' Andić 67' Polonkai 13' 79' |

| Albert Flórián Stadion, Budapest Nézőszám: 10 000 Játékvezető: Kassai Viktor (magyar) Asszisztensek: Erős Gábor Ring György |

| 20. forduló 2011. március 18. 19:00 |

| Videoton                           | 2 – 1               | Debreceni VSC                                       |
| ---------------------------------- | ------------------- | --------------------------------------------------- |
| Lencse 61' Alves 72' Gosztonyi 79' | (0 – 0) Jegyzőkönyv | Szakály 32' Coulibaly 65' Ramos Colón 60' Varga 86' |

| Sóstói Stadion, Székesfehérvár Nézőszám: 5 000 Játékvezető: Németh Ádám (magyar) Asszisztensek: Lemon Oszkár Farkas Balázs |

| 21. forduló 2011. április 2. 15:00 |

| Szolnoki MÁV                      | 1 – 1               | Videoton                |
| --------------------------------- | ------------------- | ----------------------- |
| Zsolnai 15' Durović 49' Jokić 55' | (1 – 1) Jegyzőkönyv | Alves 33' Gosztonyi 11' |

| Tiszaligeti stadion, Szolnok Nézőszám: 2 000 Játékvezető: Oláh Gábor (magyar) Asszisztensek: Albert István Butkai Zsolt |

| 22. forduló 2011. április 8. 19:00 |

| Videoton                                    | 3 – 0               | Zalaegerszegi TE                                             |
| ------------------------------------------- | ------------------- | ------------------------------------------------------------ |
| Vasiljević 72' Alves 82' (11-esből) 92' 92' | (0 – 0) Jegyzőkönyv | Vlaszák 80′ Varga 76′ Panikvar 27' Kamber 72' Miljatovič 73' |

| Sóstói Stadion, Székesfehérvár Nézőszám: 4 500 Játékvezető: Iványi Zoltán (magyar) Asszisztensek: Szipsják Zsolt Tóth Vencel ifj. |

| 23. forduló 2011. április 17. 17:30 |

| Haladás                          | 2 – 0               | Videoton           |
| -------------------------------- | ------------------- | ------------------ |
| Halmosi 78' Kenesei 86' Nagy 55' | (0 – 0) Jegyzőkönyv | Elek 30' Alves 89' |

| Rohonci úti stadion, Szombathely Nézőszám: 6 000 Játékvezető: Solymosi Péter (magyar) Asszisztensek: Lemon Oszkár Takács Gábor |

| 24. forduló 2011. április 23. 15:00 |

| Videoton                                             | 4 – 0               | Lombard Pápa                                       |
| ---------------------------------------------------- | ------------------- | -------------------------------------------------- |
| Alves 69' 81' Lencse 77' 24' Nikolics 88' Sándor 17' | (0 – 0) Jegyzőkönyv | Nagy 32' Žuļevs 55' Farkas 63' Marić 65' Szűcs 68' |

| Sóstói Stadion, Székesfehérvár Nézőszám: 4 079 Játékvezető: Berger József (magyar) Asszisztensek: Albert István Forgács Attila |

| 25. forduló 2011. április 26. 18:30 |

| Paks                         | 1 – 0               | Videoton   |
| ---------------------------- | ------------------- | ---------- |
| Bartha 6' 58' Magasföldi 88' | (1 – 0) Jegyzőkönyv | Lipták 67' |

| Fehérvári úti stadion, Paks Nézőszám: 2 500 Játékvezető: Szabó Zsolt (magyar) Asszisztensek: Farkas Balázs Kispál Róbert |

| 26. forduló 2011. április 29. 19:00 |

| Videoton                          | 2 – 2               | Kecskeméti TE                                      |
| --------------------------------- | ------------------- | -------------------------------------------------- |
| Nikolics 38' Alves 45' (11-esből) | (2 – 2) Jegyzőkönyv | Litsingi 18' Ebala 41' Bori 40' Mohl 45' Dosso 52' |

| Sóstói Stadion, Székesfehérvár Nézőszám: 3 758 Játékvezető: Vad II. István (magyar) Asszisztensek: Ring György Tóth István |

| 27. forduló 2011. május 8. 17:30 |

| Budapest Honvéd                                | 2 – 2               | Videoton                                                 |
| ---------------------------------------------- | ------------------- | -------------------------------------------------------- |
| Zelenka 31' Ivancsics 43' Botis 33' Danilo 33' | (2 – 2) Jegyzőkönyv | Alves 10' Gosztonyi 13' Nikolics 12' Andić 23' Vaskó 41' |

| Bozsik József Stadion, Budapest Nézőszám: 3 500 Játékvezető: Andó-Szabó Sándor (magyar) Asszisztensek: Szpisják Zsolt Medovarszki János |

| 28. forduló 2011. május 11. 19:00 |

| Videoton                                                         | 3 – 1               | Kaposvári Rákóczi    |
| ---------------------------------------------------------------- | ------------------- | -------------------- |
| Nikolics 34' Polonkai 80' 81' Szakály 88' Elek 82' Gosztonyi 94′ | (1 – 0) Jegyzőkönyv | Grumić 76' Okuka 82' |

| Sóstói Stadion, Székesfehérvár Nézőszám: 7 500 Játékvezető: Tomasz Musiał (lengyel) Asszisztensek: Sebastian Mucha Jakub Slusarszki |

| 29. forduló 2011. május 14. 17:30 |

| Videoton                                       | 2 – 1               | Győri ETO                                       |
| ---------------------------------------------- | ------------------- | ----------------------------------------------- |
| Nikolics 25' Polonkai 27' Andić 79' Lencse 60′ | (2 – 0) Jegyzőkönyv | Dudás 73' Völgyi 36' Pilibaitis 33' Felício 92′ |

| Sóstói Stadion, Székesfehérvár Nézőszám: 4 500 Játékvezető: Németh Ádám (magyar) Asszisztensek: Forgács Attila Kis Zoltán |

| 30. forduló 2011. május 22. 17:30 |

| Újpest                                  | 1 – 0               | Videoton  |
| --------------------------------------- | ------------------- | --------- |
| Ahjupera 14' Litauszki 23' Mitrović 87' | (1 – 0) Jegyzőkönyv | Vaskó 21' |

| Szusza Ferenc Stadion, Budapest Nézőszám: 3 500 Játékvezető: Veizer Roland (magyar) Asszisztensek: Varga Zsolt dr. Berettyán Péter |

### A bajnokság végeredménye
| #   | Csapat            | M  | GY | D  | V  | G+ – G– | GK  | P  | Megjegyzések                                   |
| --- | ----------------- | -- | -- | -- | -- | ------- | --- | -- | ---------------------------------------------- |
| 1.  | Videoton (B)      | 30 | 18 | 7  | 5  | 59–29   | +30 | 61 | 2011–2012-es Bajnokok Ligája – 2. selejtezőkör |
| 2.  | Paks              | 30 | 17 | 5  | 8  | 54–38   | +16 | 56 | 2011–2012-es Európa-liga – 1. selejtezőkör     |
| 3.  | Ferencváros       | 30 | 15 | 5  | 10 | 50–43   | +7  | 50 | 2011–2012-es Európa-liga – 1. selejtezőkör     |
| 4.  | Zalaegerszegi TE  | 30 | 14 | 6  | 10 | 51–47   | +4  | 48 |                                                |
| 5.  | Debreceni VSC     | 30 | 12 | 10 | 8  | 53–43   | +10 | 46 |                                                |
| 6.  | Újpest            | 30 | 13 | 6  | 11 | 50–38   | +12 | 45 |                                                |
| 7.  | Kaposvári Rákóczi | 30 | 13 | 4  | 13 | 41–42   | −1  | 43 |                                                |
| 8.  | Haladás           | 30 | 11 | 8  | 11 | 42–36   | +6  | 41 |                                                |
| 9.  | Győri ETO         | 30 | 10 | 11 | 9  | 40–35   | +5  | 41 |                                                |
| 10. | Budapest Honvéd   | 30 | 11 | 7  | 12 | 36–39   | −3  | 40 |                                                |
| 11. | Vasas             | 30 | 11 | 7  | 12 | 34–46   | −12 | 40 |                                                |
| 12. | Kecskeméti TE     | 30 | 11 | 3  | 16 | 51–56   | −5  | 36 | 2011–2012-es Európa-liga – 2. selejtezőkör     |
| 13. | Lombard Pápa      | 30 | 10 | 5  | 15 | 39–52   | −13 | 35 |                                                |
| 14. | BFC Siófok        | 30 | 8  | 10 | 12 | 29–41   | −12 | 34 |                                                |
| 15. | MTK Budapest (K)  | 30 | 8  | 6  | 16 | 35–49   | −14 | 30 | NB II                                          |
| 16. | Szolnoki MÁV (K)  | 30 | 5  | 6  | 19 | 26–56   | −30 | 21 | NB II                                          |

Utolsó frissítés: 2011. május 22. 
Forrás: Vidi.hu 
A rangsorolás alapszabályai: 1. összpontszám, 2. győzelmek száma, 3. gólkülönbség, 4. szerzett gólok száma, 5. egymás elleni eredmények összpontszáma,  6. egymás elleni eredmények gólkülönbsége, 7. egymás elleni eredmények szerzett góljainak száma, 8. egymás elleni eredmények idegenben szerzett góljainak száma.
(B): Bajnokcsapat, (K): Kieső csapat, (F): Feljutó csapat, (I): Kupainduló, (R): A rájátszás győztese, (KGY): Kupagyőztes

### Eredmények összesítése
Az alábbi táblázatban összesítve szerepelnek a Videoton FC 2010/11-es bajnokságban elért eredményei.
| Ősz/tavasz (forduló)    | Otthon | Otthon | Otthon | Otthon | Otthon | Otthon | Otthon | Idegenben | Idegenben | Idegenben | Idegenben | Idegenben | Idegenben | Idegenben |
| Ősz/tavasz (forduló)    | M      | GY     | D      | V      | LG–KG  | GK     | P      | M         | GY        | D         | V         | LG–KG     | GK        | P         |
| ----------------------- | ------ | ------ | ------ | ------ | ------ | ------ | ------ | --------- | --------- | --------- | --------- | --------- | --------- | --------- |
| Őszi szezon (1–16.)     | 8      | 6      | 1      | 1      | 15–6   | +9     | 19     | 8         | 5         | 2         | 1         | 18–10     | +8        | 17        |
| Tavaszi szezon (17–30.) | 7      | 6      | 1      | 0      | 18–6   | +12    | 19     | 7         | 1         | 3         | 3         | 8–7       | +1        | 6         |
| Összesen (1–30.)        | 15     | 12     | 2      | 1      | 33–12  | +21    | 38     | 15        | 6         | 5         | 4         | 26–17     | +9        | 23        |

### Helyezések fordulónként
| Forduló  | 1 | 2  | 3  | 4 | 5 | 6  | 7  | 8  | 9  | 10 | 11 | 12 | 13 | 14 | 15 | 16 | 17 | 18 | 19 | 20 | 21 | 22 | 23 | 24 | 25 | 26 | 27 | 28 | 29 | 30 |
| -------- | - | -- | -- | - | - | -- | -- | -- | -- | -- | -- | -- | -- | -- | -- | -- | -- | -- | -- | -- | -- | -- | -- | -- | -- | -- | -- | -- | -- | -- |
| Helyszín | I | O  | I  | O | I | O  | I  | O  | I  | O  | I  | O  | I  | I  | O  | O  | I  | O  | I  | O  | I  | O  | I  | O  | I  | O  | I  | O  | O  | I  |
| Eredmény | D | GY | GY | D | V | GY | GY | GY | GY | GY | GY | V  | GY | D  | GY | GY | D  | GY | GY | GY | D  | GY | V  | GY | V  | D  | D  | GY | GY | V  |
| Helyezés | 6 | 3  | 2  | 1 | 7 | 3  | 1  | 1  | 1  | 1  | 1  | 1  | 1  | 1  | 1  | 1  | 1  | 1  | 1  | 1  | 1  | 1  | 1  | 1  | 1  | 1  | 1  | 1  | 1  | 1  |

Helyszín: O = Otthon; I = Idegenben. Eredmény: GY = Győzelem; D = Döntetlen; V = Vereség.

## Magyar kupa
A Videoton a Magyar Kupa nyolcaddöntőbe jutásáért a Bajai LSE-vel mérkőzött meg. Az meccs első gólját Frőlich Roland lőtte a 7 percben a Videoton kapujába, a második gól is a bajaiak lőtték, Szabó Norbert részéről a 21. percben. A Vidinek Sándor György góljával azonban sikerült szépítenie a 33. percben. A 42. percben Lipták sárga lapot kapott, s 2 perccel később kiállították Sebők Zsoltot egy piros lappal, mivel elsöpörte a 16-oson belül utolsó emberként a gólhelyzetben lévő Nagy Elődöt. A piros lap mellé még egy 11-est is megítélt a bíró a bajaiaknak, amit Frőlich végzett el sikertelenül, mert a kapufára emelte. A 11-est követően az első félidőnek vége is lett.
A második félidőben a Videoton játékosai sokkal jobban teljesített az első félidőhöz képest és már a 48. percben Vasiljević góljával kiegyenlítettek, majd az 50. percben Nikolics bal felső sarokba lőtt labdájával már vezettek is a székesfehérváriak. Percekkel később miután a Videoton átvette a vezetést a hazaiak három játékosa kapott közel 10 percen belül sárga lapot. Császár Attila az 56. percben, Tamási Gábor az 58. percben és Villám Balázs a 62. percben. Ezeket követően az elkövetkező 10 percben különösebb helyzet, szabálytalanság nem történt. A 73. percben egy szabadrúgást ítélt a bíró a Videotonnak, amit Marko Andić Liptáknak passzolt, s rúgott be a kapuba. A 83. percben Kormos László és a 88. percben Farkas Balázs sárga lapot kapott. A mérkőzés a Videoton FC győzelmével zárult.
| 2010. november 2. 14:30 |

| Baja                                                               | 2 – 4               | Videoton                                                                   |
| ------------------------------------------------------------------ | ------------------- | -------------------------------------------------------------------------- |
| Frőnlich 7' Szabó 21' Császár 56' Tamási 58' Villám 62' Kormos 83' | (2 – 1) Jegyzőkönyv | Sándor 33' Vasiljević 48' Nikolics 50' Lipták 73' 42' Sebők 44′ Farkas 88' |

| Városi sporttelep, Baja Nézőszám: 800 Játékvezető: Farkas Ádám (magyar) Asszisztensek: Kelemen Attila Kormányos Gábor ifj. |

### Magyar labdarúgókupa nyolcaddöntő
| 2010. november 9. 18:00 |

| Videoton                                     | 3 – 0               | Haladás                                  |
| -------------------------------------------- | ------------------- | ---------------------------------------- |
| Alves 60' Vasiljević 72' Elek 83' Đorđić 12' | (0 – 0) Jegyzőkönyv | Oross 33' Nagy 45' Irhás 64' Guzmics 66' |

| Sóstói Stadion, Székesfehérvár Nézőszám: 2 500 Játékvezető: Iványi Zoltán (magyar) Asszisztensek: Albert István Medovarszki János |

| 2011. március 2. 16:00 |

| Haladás                                | 1 – 3               | Videoton                                   |
| -------------------------------------- | ------------------- | ------------------------------------------ |
| Gyurján 44' Devecseri 41' Jagodics 51' | (1 – 1) Jegyzőkönyv | Nikolics 37' Vasiljević 52' 62' Lencse 69' |

| Rohonci úti stadion, Szombathely Nézőszám: 300 Játékvezető: Böcskei Balázs (magyar) Asszisztensek: Péter Tamás Hofbauer Roland |

### Magyar labdarúgókupa negyeddöntő
| 2011. március 9. 18:00 |

| Budapest Honvéd | 1 – 1               | Videoton     |
| --------------- | ------------------- | ------------ |
| Zelenka 22' 85' | (1 – 0) Jegyzőkönyv | Nikolics 71' |

| Bozsik József Stadion, Budapest Nézőszám: 400 Játékvezető: Szabó Zsolt (magyar) Asszisztensek: Kispál Róbert Forgács Attila |

| 2011. március 15. 18:00 |

| Videoton                                              | 4 – 0               | Budapest Honvéd                                 |
| ----------------------------------------------------- | ------------------- | ----------------------------------------------- |
| Gosztonyi 3' 48' Lencse 27' 80' Gyurcsó 90' Vaskó 79' | (2 – 0) Jegyzőkönyv | Lovrić 45' Akassou 53' Vólent 59' Ivancsics 64' |

| Sóstói Stadion, Székesfehérvár Nézőszám: 1 925 Játékvezető: Iványi Zoltán (magyar) Asszisztensek: Szpisják Zsolt Medovarszki János |

### Magyar labdarúgókupa elődöntő
| 2011. április 20. 18:00 |

| Kaposvári Rákóczi   | 0 – 1               | Videoton                             |
| ------------------- | ------------------- | ------------------------------------ |
| Kovács 49' Zsók 83' | (0 – 0) Jegyzőkönyv | Elek 28' Andić 37' Lipták 48' Farkas |

| Rákóczi Stadion, Kaposvár Nézőszám: 4 000 Játékvezető: Fábián Mihály (magyar) Asszisztensek: Varga Zsolt dr. Márkus Tamás |

| 2011. május 4. 17:00 |

| Videoton                                              | 4 – 0               | Kaposvári Rákóczi         |
| ----------------------------------------------------- | ------------------- | ------------------------- |
| Vasiljević 11' 56' Vaskó 17' Nikolics 92' Hidvégi 29' | (2 – 0) Jegyzőkönyv | Portulez 53' Pavlović 86' |

| Sóstói Stadion, Székesfehérvár Nézőszám: 1 300 Játékvezető: Solymosi Péter (magyar) Asszisztensek: Lémon Oszkár Takács Gábor |

### Magyar labdarúgókupa döntő
| 2011. május 17. 19:00 |

| Kecskeméti TE                           | 3 – 2                         | Videoton                                    |
| --------------------------------------- | ----------------------------- | ------------------------------------------- |
| Foxi 2' 14' 80' Litsingi 65' Tököli 65' | (2 – 0) Jegyzőkönyv Részletek | Čukić 48' (öngól) Nikolics 82' Polonkai 40' |

| Puskás Ferenc Stadion, Budapest Nézőszám: 5 000 Játékvezető: Iványi Zoltán (magyar) Asszisztensek: Albert István Medovarszki János |

## Magyar labdarúgó-ligakupa
A ligakupában a tizenhat élvonalbeli csapat vett részt. A nemzetközi kupasorozatokban szereplő négy csapat (Zalaegerszegi TE, Videoton, Győri ETO és Debreceni VSC) a negyeddöntőkben kapcsolódott be a küzdelmekbe.

### Magyar labdarúgó-ligakupa negyeddöntő
A Paks hazai környezetben gól-nélküli döntetlent játszott a Videotonnal, a labdarúgó-ligakupa negyeddöntőjének február 23-i visszavágóján a Paks az idegenben elért 1-1-nek köszönhetően bejutott a legjobb négy közé.
| 2011. február 19. 14:15 |

| Videoton                          | 1 – 1               | Paksi FC                                    |
| --------------------------------- | ------------------- | ------------------------------------------- |
| Alves 2' Gosztonyi 23' Lipták 39' | (1 – 0) Jegyzőkönyv | Kiss 81' Sifter 89′ Fiola 25' Böde 57' Nagy |

| Sóstói Stadion, Székesfehérvár Játékvezető: Berger József (magyar) Asszisztensek: Forgács Attila Kiss Balázs |

| 2011. február 23. 18:00 |

| Paksi FC            | 0 – 0               | Videoton                      |
| ------------------- | ------------------- | ----------------------------- |
| Vári 19' Tamási 28' | (0 – 0) Jegyzőkönyv | Lázár 10' Vaskó 45' Szabó 75' |

| Fehérvári úti stadion, Paks Játékvezető: Szilasi Szabolcs (magyar) Asszisztensek: Takács Gábor Gyürüsi Gábor |

## Európa-liga
A Videoton utoljára 2006-ban szerepelt a nemzetközi porondon, akkor a második selejtezőkörben búcsúztak az UEFA-kupa küzdelmeitől. Kevesebb mint négy év elteltével a csapat újra szerepelhetett a nemzetközi kupában, ezúttal az Európa-ligában. A kupa sorsolását június 21-én tartották, és a Videoton a Maribor csapatát kapta ellenfélül a második selejtezőkörben. Mivel a Sóstói Stadion gyepszőnyegének cseréje nem fejeződött be a mérkőzés napjáig, így a Videoton, Győrben, az ETO Parkban fogadta a szlovén gárdát.
Az első mérkőzésen Dejan Mezga szerezte az első gólt. A szlovén csapat horvát játékosa a 30. percben volt eredményes. Az első félidőben már nem változott az állás, így hazai szempontból, 0–1-gyel fordultak a csapatok. A második félidőben a Vidi támadott többet, és ennek a 79. percben meg is lett az eredménye. Horváth Gábor vette be a Maribor kapuját egy akció után. Ezzel a góllal beállította a végeredményt is amely tehát 1–1-es döntetlen lett.
A visszavágót, egy héttel később, július 22-én rendezték meg. A találkozót a Videoton kezdte jobban, de nem sikerült gólt szerezniük. A félidő vége előtt, a 39. percben Dalibor Volaš vette be a fehérváriak kapuját, így 1–0-s hazai előnnyel fordultak a csapatok. A második félidőre nem tudott feljavulni a Vidi, ráadásul a 80. percben Volaš újból beköszönt. Később már nem változott az eredmény, így a Maribor 3–1-es összesítéssel jutott tovább a párharcból.
Mezey György a mérkőzés után élesen kritizálta a Videoton szurkolóit, mivel szerinte úgy nem lehet labdarúgást játszani, hogy már a 20. percben káromkodásokat kiabálnak be.

### 2. selejtezőkör
| 1. mérkőzés 2010. július 15. 20:30 |

| Videoton                                    | 1 – 1               | Maribor               |
| ------------------------------------------- | ------------------- | --------------------- |
| Horváth 79' Alves 73' Đorđić 77' Lipták 87' | (0 – 1) Jegyzőkönyv | Mezga 30' Mejač 45+2' |

| ETO Park, Győr Nézőszám: 3 850 Játékvezető: Viktor Boriszovics Svecov (ukrán) |

| 2. mérkőzés 2010. július 22. 20:30 |

| Maribor                        | 2 – 0               | Videoton             |
| ------------------------------ | ------------------- | -------------------- |
| Volaš 39' 80' 3' Bačinovič 78' | (1 – 0) Jegyzőkönyv | Elek 19' Horváth 55' |

| Stadion Ljudski vrt, Maribor Nézőszám: 7 000 Játékvezető: Tomasz Mikulski (lengyel) |

## Szuperkupa
A Szuperkupa döntőjét július 7-én rendezték meg, Debrecenben. A mérkőzés végeredménye 1–0 lett a debreceniek javára. A gólszerző Szakály Péter volt. A mérkőzésen nem jelentek meg a debreceni ultrák, akik így tiltakoztak a találkozó megrendezése ellen, mert "nem kívánnak fogyasztói lenni a televíziós csatornák diktálta termékeknek", mivel a Magyar Labdarúgó Szövetség és a Sport TV már korábban szerződést kötött a mérkőzés közvetítéséről, így a meccset mindenképpen le kellett játszani. A Videoton vezetése az összecsapás előtt kijelentette, hogy győzelme esetén a trófeát átadja a bajnok és kupagyőztes debrecenieknek.
| Döntő 2010. július 7. 18:00 |

| Debreceni VSC         | 1 – 0                         | Videoton               |
| --------------------- | ----------------------------- | ---------------------- |
| Szakály 66' Fodor 59' | (0 – 0) Jegyzőkönyv Részletek | Horváth 49' Lipták 88' |

| Oláh Gábor utcai stadion, Debrecen Nézőszám: 1 500 Játékvezető: Szabó Zsolt (magyar) Asszisztensek: L. Tóth Lajos Butkai Zsolt |